# Жизнь в венском подземелье

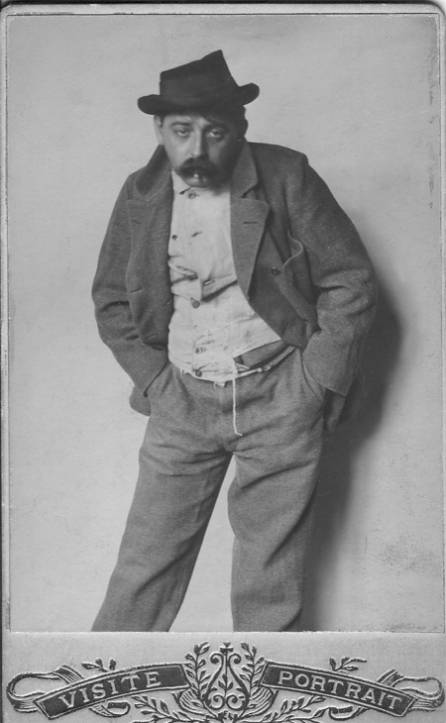
Журналист Макс Винтер (фотография 1902 года)

Жизнь в венском подземелье началась с создания венской канализации в конце XIX века, ставшей убежищем для бездомного и безработного населения Вены. Это стало возможным благодаря широкому доступу к системе канализации, хоть и не разрешалось пускать туда посторонних лиц. То, что число таким образом ищущих убежище росло, немало волновало полицию.
Завершение строительства канализации пришлось на то время, когда население Вены быстро росло. Увеличение возможностей для трудоустройства привлекало множество людей, но не все из них на самом деле могли найти работу. Социального обеспечения, такие как пособия по безработице и медицинское страхование не выплачивались, не было приютов для бездомных или общежитий, а значит число нищих и других людей, которые были вынуждены жить на улице, быстро росло.
В канализации люди находили убежище. В сильный дождь или грозу канализация, однако, может быть смертельной опасностью. Не исключены и оседание токсичных или взрывоопасных газовых смесей (бензин).
Венские журналисты Макс Винтер и Эмиль Клэгер подняли проблему, сделав отчёт на собранной информации и делая фотографии на местах, чтобы привлечь интерес населения Вены. Макс Винтер в 1905 году собрал свои социальные отчёты в виде книги под названием «В подземной Вене» (нем. Im unterirdischen Wien). В 1920 году был показан, основанный на социальных отчётах Эмиля Клэгера, документальный фильм «Этюд из жизни бродяги, отвергнутого и сошедшего с пути» (нем. Nachtstück aus dem Leben der Vaganten, der Entgleisten und Gestürzten) в венском кинотеатре. Как сообщают газеты и книга, фильм является одним из первых социальных отчётов.

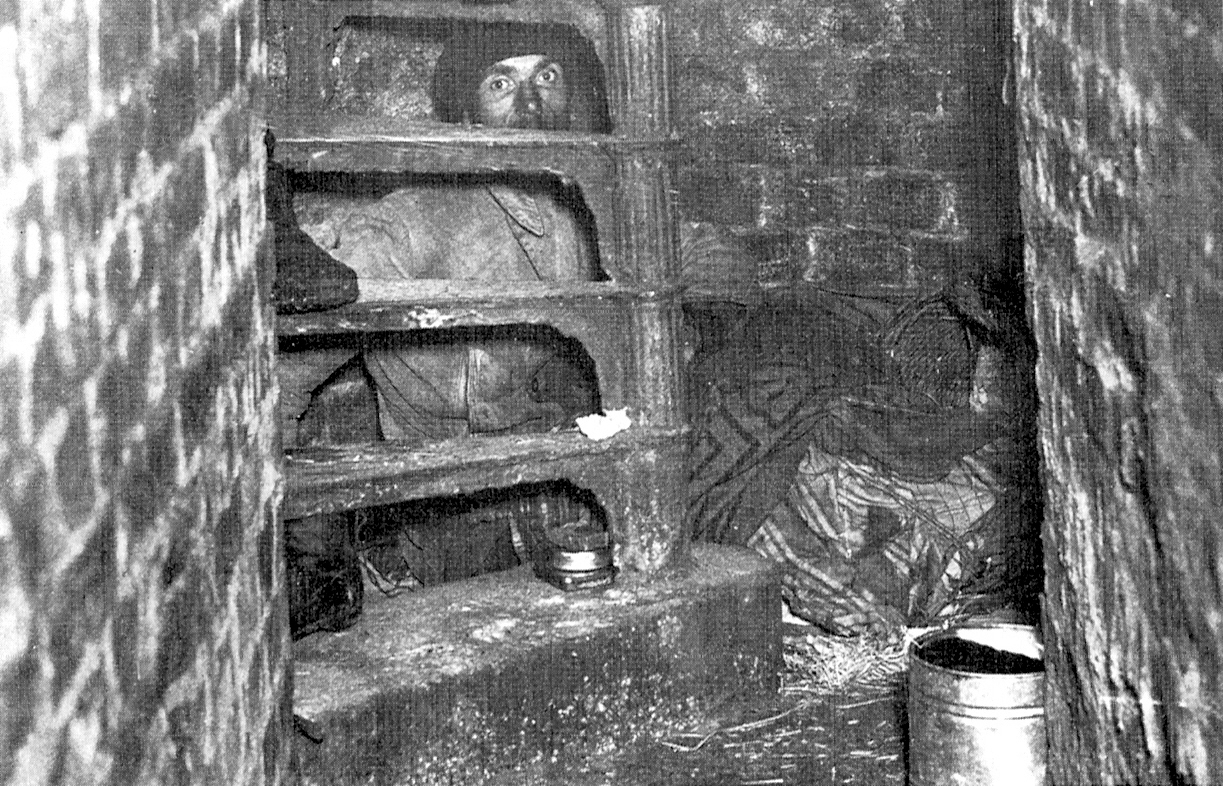
Житель венской канализации под винтовой лестницей (фотография 1900 года)

Частью канализационной системы в Вене были и остаются так называемые «башни», обеспечивающие доступ в канализацию, и выглядящие как негабаритные рекламные тумбы. По винтовой лестнице, находящейся внутри такой башни, можно спуститься в «подземный мир». Множество людей проводило здесь большую часть дня в поиске монет и ювелирных изделий, случайно попавших в канализацию. Многие здесь же и проживали.
Хотя несанкционированное пребывание в канализации не было разрешено, полиция была не в состоянии задерживать проникших туда бездомных. Только после 1934 года была сформирована специальная команда, которая должна была принимать жесткие меры в отношении бродяг и бездомных. В то же время строились дома, которые могли бы обеспечить по крайней мере часть жителей канализации жильём. Одним из таких было мужское общежитие на Мельдеманнштрасе (нем. Männerwohnheim Meldemannstraße), которое известно тем, что Адольф Гитлер провёл здесь три года.